# Donald Young
Donald Young es un ex-tenista estadounidense nacido el 23 de julio de 1989 en Chicago. Su mejor posición de la clasificación fue n°38 en febrero de 2012.

## Torneos de Grand Slam

### Dobles mixto

#### Finalista (1)
| Año  | Campeonato         | Pareja          | Oponentes en la final        | Resultado   |
| 2024 | Abierto de EE. UU. | Taylor Townsend | Sara Errani Andrea Vavassori | 6-7(0), 5-7 |

## Carrera
En enero de 2007 tuvo el récord de 0-10 en individuales, siendo ésta la peor marca en la historia del tenis en la era Open. En individuales, su debut en un torneo ATP, fue en febrero de 2005 cuando perdió ante Robby Ginepri por 2-6 2-6. En la modalidad de dobles, el primer partido que disputó en un "grande", fue en el US Open 2005, junto a Sam Querrey donde perdieron ante la pareja italiana Massimo Bertolini y Filippo Volandri por 2-6 4-6 sobre superficie dura.

### Clasificación en torneos del Grand Slam
| Torneo                | 2005 | 2006 | 2007 | 2008 | 2009 | 2010 | 2011 | 2012 | 2013 | 2014 | 2015 | 2016 | 2017 | 2018 | Títulos |
| --------------------- | ---- | ---- | ---- | ---- | ---- | ---- | ---- | ---- | ---- | ---- | ---- | ---- | ---- | ---- | ------- |
| Abierto de Australia  | -    | -    | -    | 1R   | -    | 2R   | 1R   | 2R   | Q3   | 3R   | 2R   | 1R   | 2R   | 1R   | 0       |
| Roland Garros         | -    | -    | -    | 1R   | -    | -    | -    | 1R   | -    | 3R   | 1R   | 1R   | 1R   | Q1   | 0       |
| Wimbledon             | -    | -    | -    | 1R   | -    | -    | 1R   | 1R   | Q1   | 1R   | 1R   | 2R   | 2R   | Q2   | 0       |
| US Open               | 1R   | 1R   | 3R   | 1R   | 1R   | 3R   | 4R   | 1R   | 2R   | 1R   | 4R   | 2R   | 2R   | 1R   | 0       |
| ATP World Tour Finals | -    | -    | -    | -    | -    | -    | -    | -    | -    | -    | -    | -    | -    | -    | 0       |

## Torneos de Grand Slam

### Dobles

#### Finalista (1)
| Año  | Torneo        | Pareja            | Oponentes en la final       | Resultado           |
| 2017 | Roland Garros | Santiago González | Ryan Harrison Michael Venus | 6-7(5), 7-6(4), 3-6 |

## Títulos (0; 0+0)

### Individuales (0)
| Leyenda                         |
| ------------------------------- |
| Grand Slam (0)                  |
| ATP World Tour Finals (0)       |
| ATP World Tour Masters 1000 (0) |
| ATP World Tour 500 (0)          |
| ATP World Tour 250 (0)          |

#### Finalista (2)
| N.º | Fecha                 | Torneo       | Superficie | Oponente en la final | Resultado |
| --- | --------------------- | ------------ | ---------- | -------------------- | --------- |
| 1.  | 2 de octubre de 2011  | Bangkok      | Dura (i)   | Andy Murray          | 2-6, 0-6  |
| 1.  | 22 de febrero de 2015 | Delray Beach | Dura       | Ivo Karlović         | 3-6, 3-6  |

### Dobles (0)
| Leyenda                         |
| ------------------------------- |
| Grand Slam (0)                  |
| ATP World Tour Finals (0)       |
| ATP World Tour Masters 1000 (0) |
| ATP World Tour 500 (0)          |
| ATP World Tour 250 (0)          |

#### Finalista (2)
| N.º | Fecha                 | Torneo        | Superficie    | Pareja            | Oponentes en la final                 | Resultado           |
| --- | --------------------- | ------------- | ------------- | ----------------- | ------------------------------------- | ------------------- |
| 1.  | 15 de febrero de 2015 | Memphis       | Dura (i)      | Artem Sitak       | Mariusz Fyrstenberg Santiago González | 7-5, 6-7(1), [8-10] |
| 2.  | 10 de junio de 2017   | Roland Garros | Tierra batida | Santiago González | Ryan Harrison Michael Venus           | 6-7(5), 7-6(4), 3-6 |

## ATP Challenger Tour

### Individuales
| N.º | Fecha       | Torneo                       | Superficie    | Rival en la final | Resultado     |
| --- | ----------- | ---------------------------- | ------------- | ----------------- | ------------- |
| 1.  | 16.07.2007  | Challenger de Aptos          | Dura          | Bobby Reynolds    | 7-5 6-0       |
| 2.  | 06.10.2008  | Challenger de Sacramento (1) | Dura          | Robert Kendrick   | 6-4 6-1       |
| 3.  | 19.10.2009  | Challenger de Calabasas      | Dura          | Michael Russell   | 7-6(4) 6-1    |
| 4.  | 24.05.2010  | Challenger de Carson         | Tierra batida | Robert Kendrick   | 6-4 6-4       |
| 5.  | 16.04.2011  | Challenger de Tallahassee    | Dura          | Wayne Odesnik     | 6–4, 3–6, 6–3 |
| 6.  | 07.04.2013  | Challenger de León           | Dura          | Jimmy Wang        | 6–2, 6-2      |
| 7.  | 29..09.2013 | Challenger de Napa           | Dura          | Matthew Ebden     | 4-6, 6-4, 6-2 |
| 8.  | 06.10.2013  | Challenger de Sacramento (2) | Dura          | Tim Smyczek       | 7-5, 6-3      |

### Dobles
| N.º | Fecha      | Torneo                        | Superficie | Pareja          | Rival en la final                   | Resultado      |
| --- | ---------- | ----------------------------- | ---------- | --------------- | ----------------------------------- | -------------- |
| 1.  | 18.02.2007 | Challenger de Joplin          | Dura (i)   | Patrick Briaud  | Goran Dragicevic Mirko Pehar        | 6-4, 6-4       |
| 2.  | 13.05.2007 | Challenger de Tunica          | Tierra (i) | Paul Goldstein  | Pablo Cuevas Horacio Zeballos       | 4-6, 6-1, 10-4 |
| 3.  | 07.11.2010 | Challenger de Charlottesville | Dura (i)   | Robert Kendrick | Ryler DeHeart Pierre-Ludovic Duclos | 7-65, 7-63     |